# Angela Erbe
Angela Erbe (* 14. Juli 1942; † 18. August 2020) war eine deutsche Autorin und Politikerin (SPD).

## Leben
Angela Erbe stammte aus einer evangelischen Pfarrersfamilie in der damaligen DDR. Sie wuchs als ältestes von vier Geschwistern auf. Sie war Allgemeinmedizinerin und an verschiedenen Kliniken angestellt, bis sie zuletzt im Gesundheitsamt Königs Wusterhausen arbeitete. Sie war mit Wolfgang Erbe verheiratet, Betriebsarzt am Flughafen Schönefeld; beide hatten gemeinsam drei Töchter.
Im Herbst 1989 trat Erbe in den Ortsverein Randgebiete im Kreisverband Berlin-Treptow in die neugegründete SDP, die Vorgängerin der Ost-SPD, ein. Nach der Wahl Anfang 1990 wurde Erbe Vorsitzende der Gemeindevertretung von Eichwalde. 2002 setzte sie sich zur Ruhe.

## Bücher

### „Kindererziehung tiefenpsychologisch fundiert“
In dem 2011 veröffentlichte Buch Kindererziehung tiefenpsychologisch fundiert beschreibt Erbe die tiefenpsychologischen Phasen der Kindesentwicklung und Einzelfragen eines Erziehungskonzeptes. Das Buch enthält auch Beispiele aus der Praxis. Sie rät im Falle von Fremdbetreuung am ehesten zu einer Tagesmutter.

### „Deutschland schafft sich wirklich ab. Eine Erwiderung.“
2011 erschien Erbes Buch Deutschland schafft sich wirklich ab. Eine Erwiderung., mit dem sie auf Thilo Sarrazins Thesen in dessen Buch Deutschland schafft sich ab reagiert. Sie setzt sich mit dem Problem der niedrigen Geburtenrate bei intelligenten Frauen, der zu hohen Geburtenrate bei der „Unterschicht“ und dem Migrantenproblem auseinander.

## Zitate
- „Ein Neugeborenes fühlt sich am wohlsten, wenn man in seiner Muttersprache mit ihm spricht oder ein T-Shirt der Mutter ins Kinderbettchen legt. Ihr Geruch beruhigt das Kind auch, wenn sie nicht im Raum ist.“[2]

## Werke
- 40 Jahre Haft. Eine Zeitzeugin erzählt 2012, ISBN 978-3-86369-103-5
- Ein Leibchen und mehr. Heiteres aus meinem Leben 2011, ISBN 978-3-8423-9542-8
- Kindererziehung tiefenpsychologisch fundiert. Frieling & Huffmann 2011, ISBN 978-3-8280-2982-8
- Deutschland schafft sich wirklich ab. Eine Erwiderung. (auf Deutschland schafft sich ab) Rotation; Vorwärts 2011, ISBN 978-3-942972-00-0